# KGet
KGet ist der Download-Manager der KDE Software Compilation 4.
Er wird in C++ programmiert und als freie Software einschließlich des Quelltextes unter den Bedingungen von Version 2 der GNU General Public License (GPL) verbreitet.

## Funktionen
Mit dem Programm lassen sich Downloads komfortabel verwalten: Man kann sie beliebig starten, anhalten und wiederaufnehmen. Während des Downloads zeigt KGet auf Wunsch die geschätzte Restdauer des Vorgangs, die übertragene Datenmenge oder weitere Informationen an.
KGet unterstützt neben HTTP und FTP auch BitTorrent und Metalinks. Die Downloads können verschiedenen Gruppen zugeordnet werden, die z. B. unterschiedliche Ziel-Verzeichnisse und max. Download-Geschwindigkeiten (Datenraten) haben; außerdem kann man die maximale Anzahl der gleichzeitigen Downloads pro Gruppe einstellen.

## Nutzung
KGet kann in den Browser Konqueror eingebunden werden, um dort eine Übersicht und Download-Auswahl über alle Links einer Webseite zu geben. Über das Zusatzmodul FlashGot kann KGet auch in Mozilla Firefox eingebunden werden. rekonq delegiert alle Datei-Downloads an KGet. Alternativ kann auch ein Drop-Feld angezeigt werden, auf das von beliebiger Stelle in KDE aus Verweise auf Dateien gezogen werden können, damit diese mit KGet heruntergeladen werden.
Neben der manuellen Eingabe der Quelladresse oder der Überwachung der Zwischenablage besteht auch die Möglichkeit, via D-Bus zum Beispiel mittels eines Shell-Skriptes neue Downloads anzustoßen. Im Unterschied zur direkten Verwendung von wget und ähnlichem wird ihr Fortschritt dann in der KDE-weiten Statusanzeige integriert.
Als Standard-Download-Manager der KDE Software Compilation dient KGet das Standard-Werkzeug für viele Linux-Distributionen.

## Geschichte
Die erste Version für KDE 3 (0.8.0-RC-1) wurde am 26. Mai 2002 veröffentlicht.
Die Versionen für KDE 3.x unterstützten nur HTTP und FTP.
Für KDE Software Compilation 4 wurde KGet von Dario Massarin, Manolo Valdes und Urs Wolfer neugeschrieben und Unterstützung für BitTorrent sowie Segmentierung von Downloads und Begrenzung der Übertragungsgeschwindigkeit hinzugefügt. Weiterhin kann nun über eine Programmierschnittstelle per Zusatzmodul Unterstützung für weitere Protokolle hinzugefügt werden. Das Ergebnis wurde als KGet 2 veröffentlicht. Es wurde mit einem eigenen Widget/Applet in die Plasma-Oberfläche integriert.